# ジョン・ヘイスティングス (第3代ペンブルック伯)
第3代ペンブルック伯ジョン・ヘイスティングス（John Hastings, 1372年10月 - 1389年12月30日）は、第2代ペンブルック伯ジョン・ヘイスティングスと第2代マニー女男爵アン・マニーの息子。アバーガベニー男爵でもあった。

## 生涯
ジョンは1375年に幼年で父の跡を継いでペンブルック伯となり、同年ウィリアム・ド・カンティループの死去によりその領地も継承した。1380年にランカスター公ジョン・オブ・ゴーントの娘エリザベス・オブ・ランカスターと結婚したが、この結婚は完遂されず（結婚当時ジョンは8歳、エリザベスは17歳）、エリザベスがジョン・ホランドとの間の子を妊娠したため結婚は無効となった。エリザベスはその後ジョン・ホランドと結婚した。ジョンはその後、第3代マーチ伯エドマンド・モーティマーの娘フィリッパ・モーティマーと結婚したが、子供は生まれなかった。
リチャード2世は、1389年クリスマスにウッドストック宮殿に滞在し、17歳であったジョンは馬上槍試合を含むスポーツに参加した。サー・ジョン・デスと戦っていた際に、ジョンは相手の槍で股間を撃たれ、その後この傷がもとで死去した。ジョンの死により、ペンブルック伯位とマニー男爵位は断絶し、ヘイスティングス男爵位は従兄弟の第6代ヘイスティングス男爵ジョン・ヘイスティングスに継承された。また、ケントのタンストール荘園は従兄弟の第3代グレイ・ド・ルーシン男爵レジナルド・グレイに継承された。ジョンの従兄弟たちは財産権をめぐって何年も訴訟を起こしたが、第6代ヘイスティングス男爵の弟である第7代ヘイスティングス男爵エドワード・ヘイスティングスが未成年の間は解決が滞った。年代記作者によると、ジョンは親切で寛大な性格であったため、その死は貴族だけでなく庶民からも悲しまれたという。